# Robert Zünd
Robert Zünd (* 3. Mai 1827 in Luzern; † 15. Januar 1909 in Luzern) war ein Schweizer Maler.

## Leben
Robert Zünd war der Sohn einer gutbürgerlichen Familie. Nach dem Besuch des Gymnasiums in Luzern wurde er im Atelier von Jakob Schwegler (1793–1866) in Zeichnen und Malen unterrichtet. Auf Anregung des Nidwaldner Malers Joseph Zelger zog er 1848 nach Genf, wo er zuerst von François Diday, später von dessen Schüler Alexandre Calame unterrichtet wurde.
Im Frühling 1851 lernte er Rudolf Koller kennen, mit dem ihn fortan eine grosse Freundschaft verband. Eine geplante Ateliergemeinschaft der beiden kam nicht zustande, weil jeder mit seiner Herkunftsstadt zu stark verbunden war. 1889 fuhren die beiden zusammen an die internationale Kunstausstellung in München.
1852 reiste Zünd nach Paris und studierte im Louvre die Werke niederländischer und französischer Meister des 17. Jahrhunderts. 1860 entstand Zünds erstes Hauptwerk Die Ernte, heute im Kunstmuseum Basel. Im gleichen Jahr kopierte er in der Gemäldegalerie in Dresden Werke von Claude Lorrain, Ruisdael und Paulus Potter.

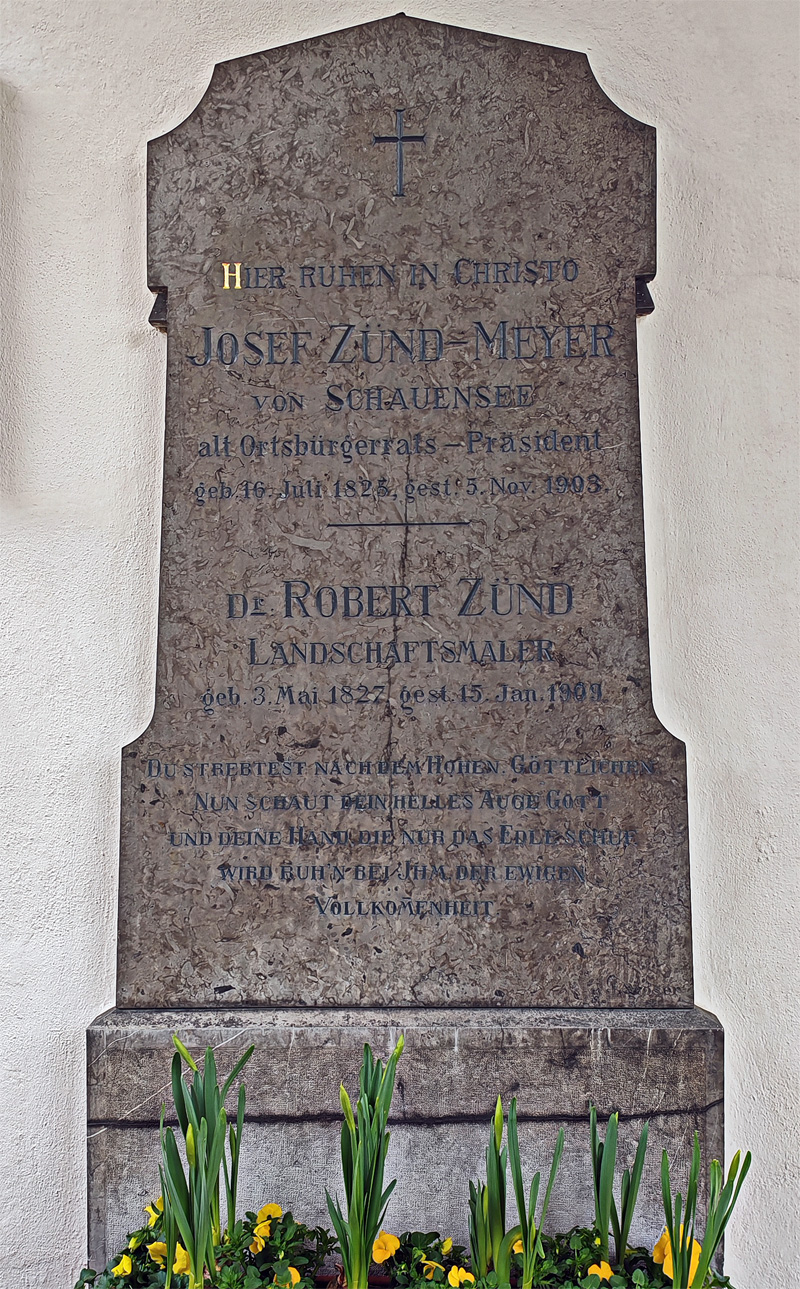
Grabstelle in St. Leodegar im Hof

1863 liess sich Zünd am Stadtrand von Luzern nieder, das er fortan nur noch selten für längere Zeit verliess. Zwischen 1867 und 1877 zeigt sich Zünds Gläubigkeit darin, dass er in seinen Bildern biblische Motive aufnimmt, so zum Beispiel in Der Gang nach Emmaus von 1877, ein beliebtes Motiv als Sterbebild.
1882 vollendete er den Eichenwald, eines seiner bekanntesten Werke. Das Bild beruhte auf einer älteren Studie und auf einer kleineren Version von 1859. 1881 besuchte Gottfried Keller auf seinem „Bescheidenen Kunstreischen“ Zünd in seinem Atelier und war von der grossen Fassung stark beeindruckt. Er sah darin Ansätze zur wahren idealen Reallandschaft oder der realen Ideallandschaft. Der Eichenwald wurde 1883 an der Schweizerische Landesausstellung 1883 in Zürich ausgestellt. Eine Schwarzweissreproduktion des Eichenwalds wurde für eine fotografische Aufnahme gehalten. Heute ist das Bild im Besitz des Kunsthaus Zürich. Sein entsprechendes ebenfalls grossformatiges Bild Buchenwald entstand 1886 bis 1887 und befindet sich heute im Kunstmuseum Luzern.
1906 ernannte die Universität Zürich Robert Zünd zum Ehrendoktor. Nach Zünd ist nordöstlich des Hauptbahnhofs in Luzern eine Strasse benannt. Sein Grab liegt in der Hofkirche Sankt Leodegar in Luzern.

## Kunstauffassung
Zünds Kunstauffassung zeichnet sich durch eine besondere Naturnähe und seinen äusserst naturalistischen, detailreichen Malstil aus. Seine Motive waren hauptsächlich idyllische Landschaften rund um Luzern. Er vermied es, in seinen Bildern moderne Anlagen und Gebäude wie zum Beispiel Eisenbahnen abzubilden.
In seinen Landschaftsbildern sind die einzelnen Elemente nach den Grundsätzen der klassischen Kompositionslehre angeordnet.

## Werke (Auswahl)

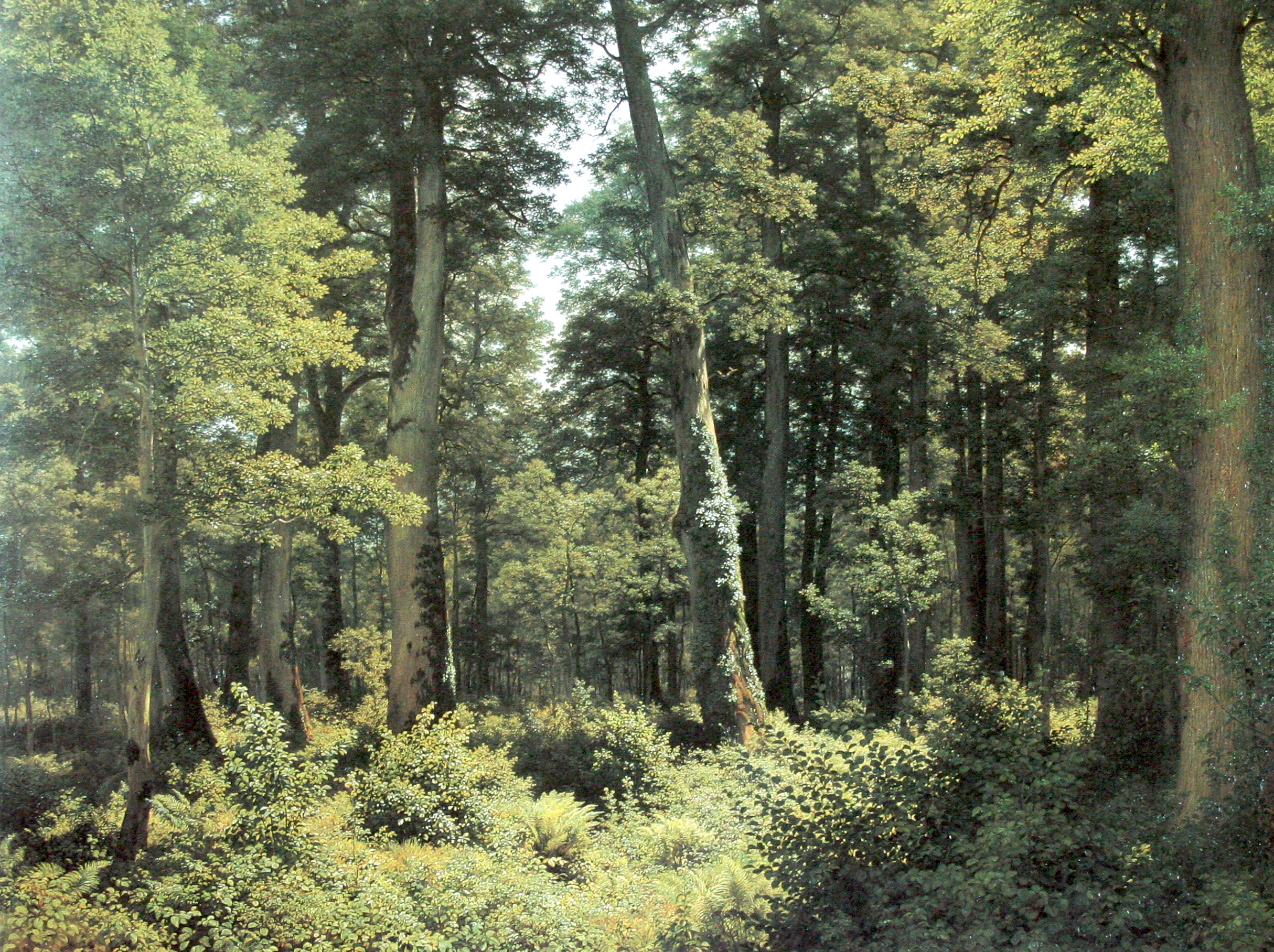
Eichwald, 1882
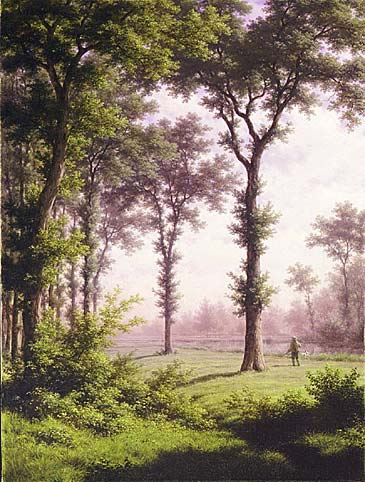
Jäger in Eichenwaldlichtung
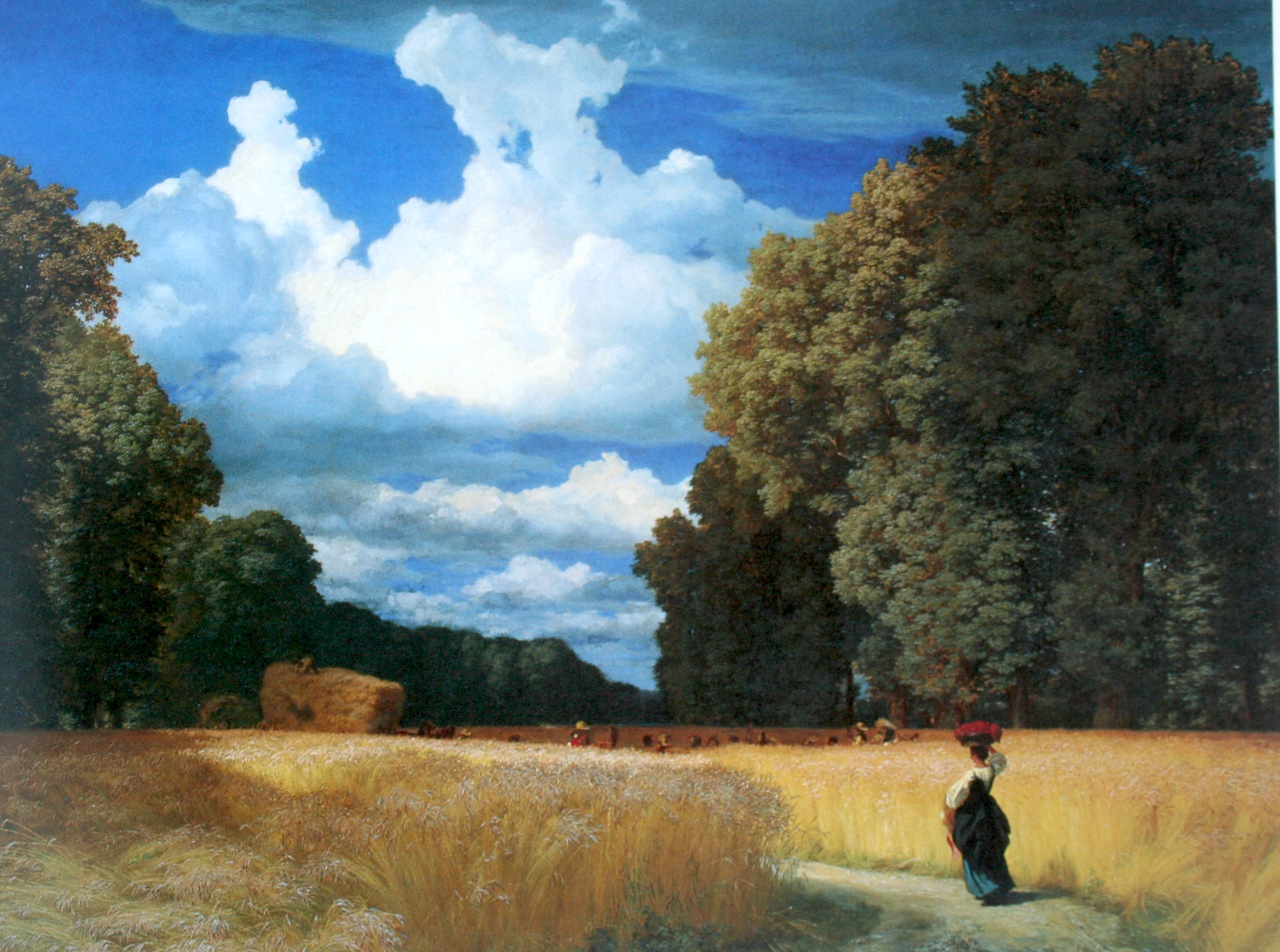
Die Ernte, 1859
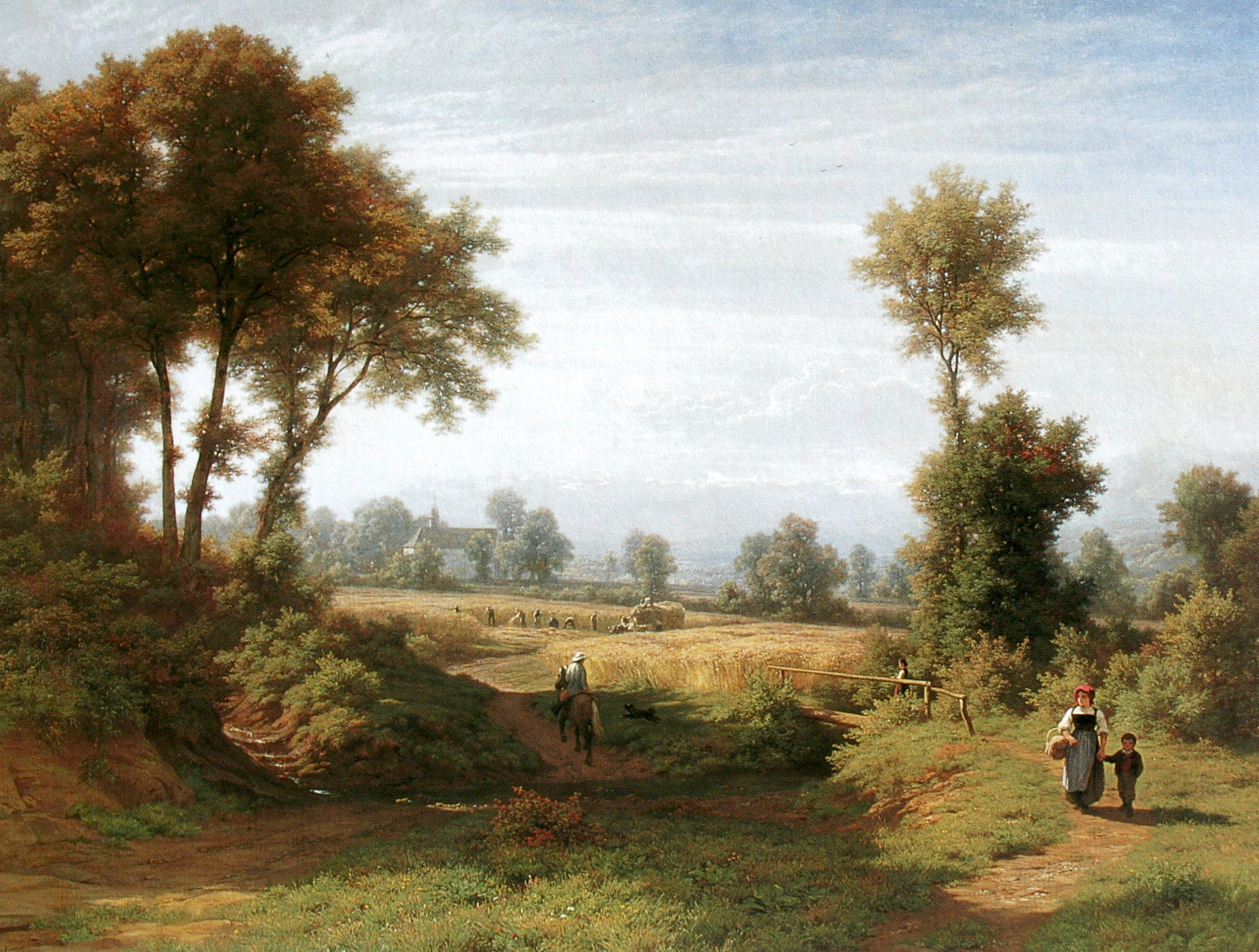
Bei der Sempacher Schlachtkapelle, 1867
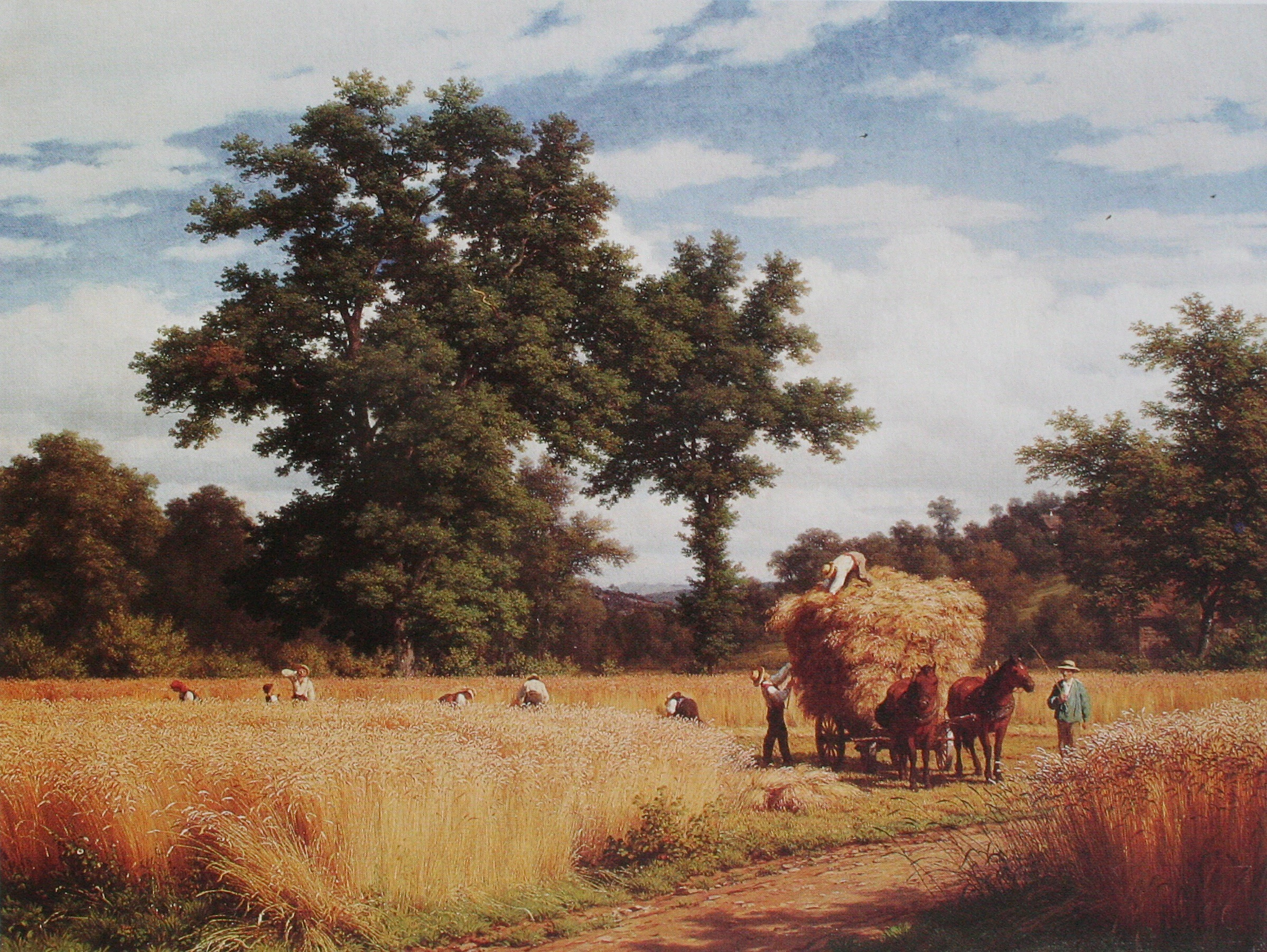
Kornfeld mit Eichen, 1875
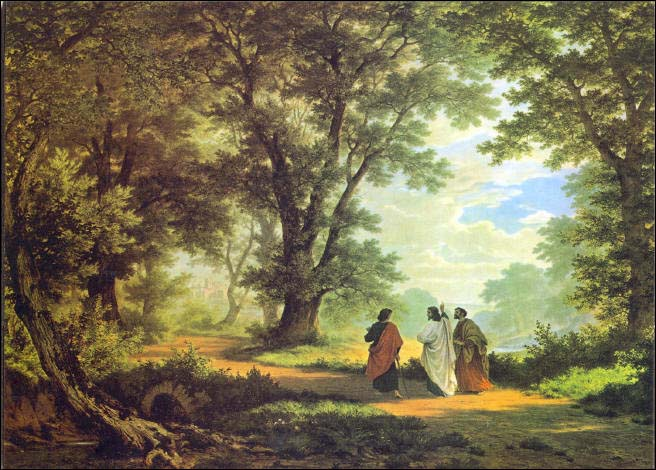
Gang nach Emmaus, 1877
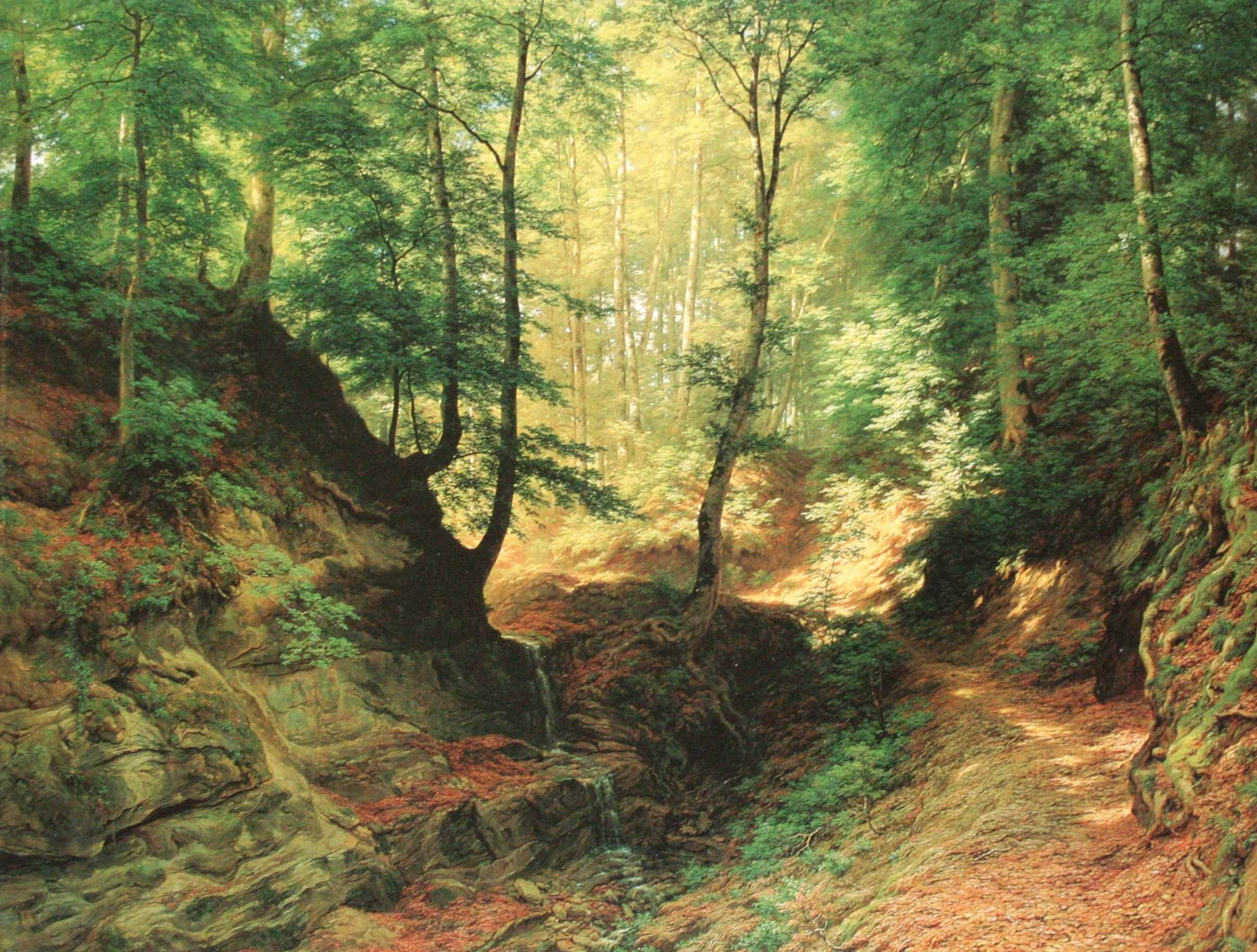
Buchenwald, 1887
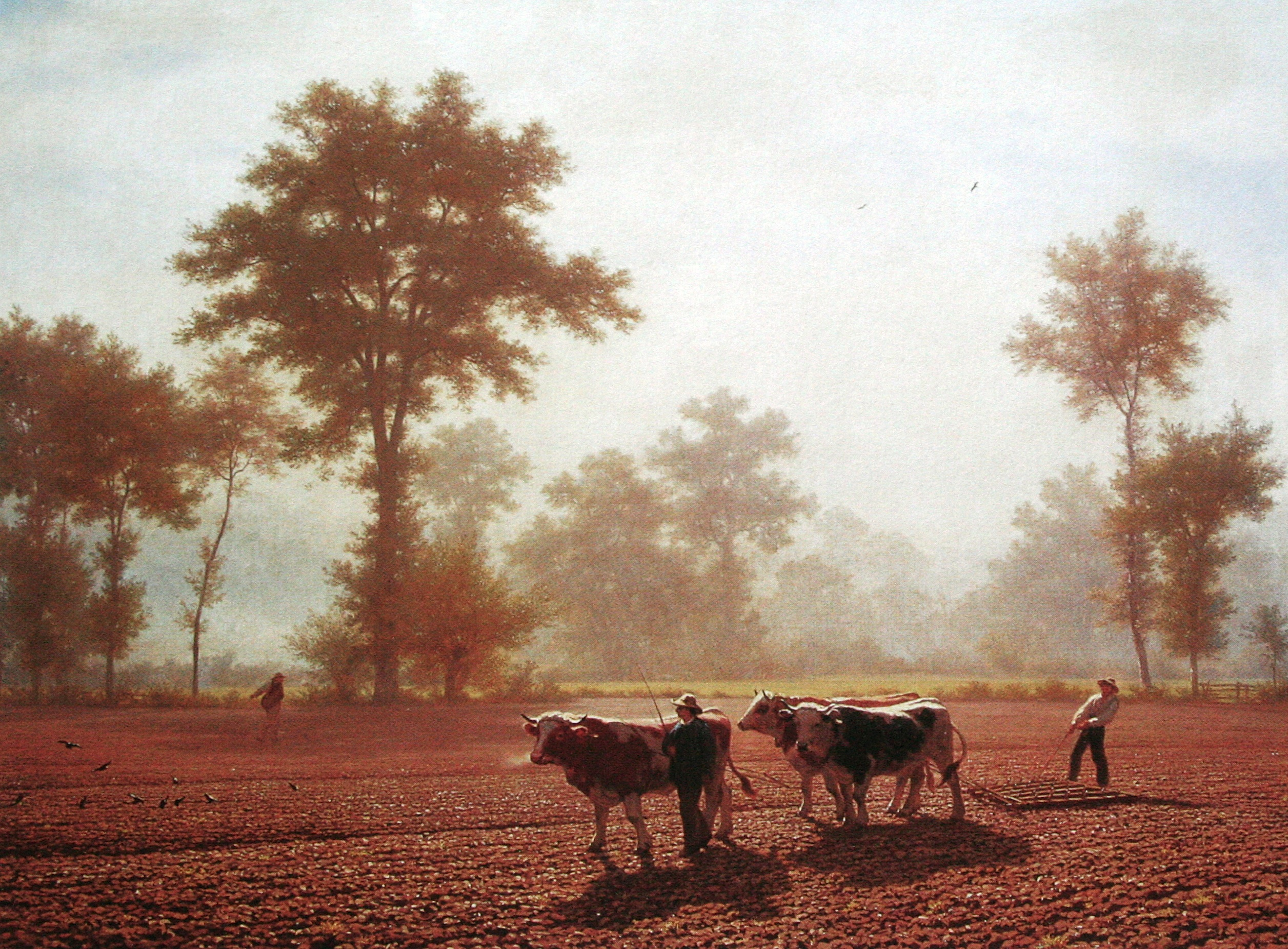
Bauern mit Ochsengespann, um 1900

- Sonnige Au (1856), Museum Oskar Reinhart, Winterthur
- Die Ernte (1859), Kunstmuseum Basel
- Herbst (1868), Kunstmuseum Bern
- Der Gang nach Emmaus (1877), Kunstmuseum St. Gallen
- Buchenwald (1886/1887), Kunstmuseum Luzern
- Eichenwald (1882), Kunsthaus Zürich